# Phoksundo-See
Der Phoksundo-See liegt im Himalaya im nepalesischen Distrikt Dolpa.
Der See liegt im Sche-Phoksundo-Nationalpark auf einer Höhe von 3612 m.
Er besitzt eine Wasserfläche von 494 ha. Der See hat eine Länge von 5,15 km sowie eine maximale Breite von 800 m. Das Wasservolumen umfasst 409 Mio. m³. Die maximale Wassertiefe beträgt 145 m.
Der Phoksundo-See wird über den Suligad und Thuli Bheri nach Süden hin entwässert. Der See entstand vor etwa 30.000–40.000 Jahren durch einen Erdrutsch an dessen südlichem Ende.
Seit September 2007 ist der Phoksundo-See ein designiertes Ramsar-Gebiet.